# Brasão de armas de Tonga
O brasão de armas de Tonga foi desenhado em 1875 quando se criou a constituição. As três espadas simbolizam as três diferentes linhas de reis antes de Tonga (Tu'i Tonga, Tu'i Kanokupolu e Tu'i Ha'atakalau). A pomba com o ramo de olivo simboliza a paz que chegou após a guerra civil. As estrelas simbolizam as ilhas principais: Tongatapu, Vava'u e Ha'apai. A coroa simboliza a monarquia. Duas bandeiras nacionais constituem os suportes do escudo. Na parte inferior aparece um pergaminho com o lema nacional, “Ko e Otua mo Tonga ko hoku tofi'a” (Deus e Tonga são minha herança), e na parte superior uma coroa acompanhada por uma guirlanda de folhas de louro.